# Liste der Monuments historiques in Haravilliers
Die Liste der Monuments historiques in Haravilliers führt die Monuments historiques in der französischen Gemeinde Haravilliers auf.

## Liste der Bauwerke
| Bezeichnung                       | Beschreibung | Standort | Kennzeichnung | Schutzstatus | Datum | Bild           |
| --------------------------------- | ------------ | -------- | ------------- | ------------ | ----- | -------------- |
| Taubenturm                        |              | (Lage)   | PA00080086    | Inscrit      | 1978  | weitere Bilder |
| Kirche Notre-Dame-de-l’Assomption |              | (Lage)   | PA00080087    | Classé       | 1915  | weitere Bilder |

## Liste der Objekte

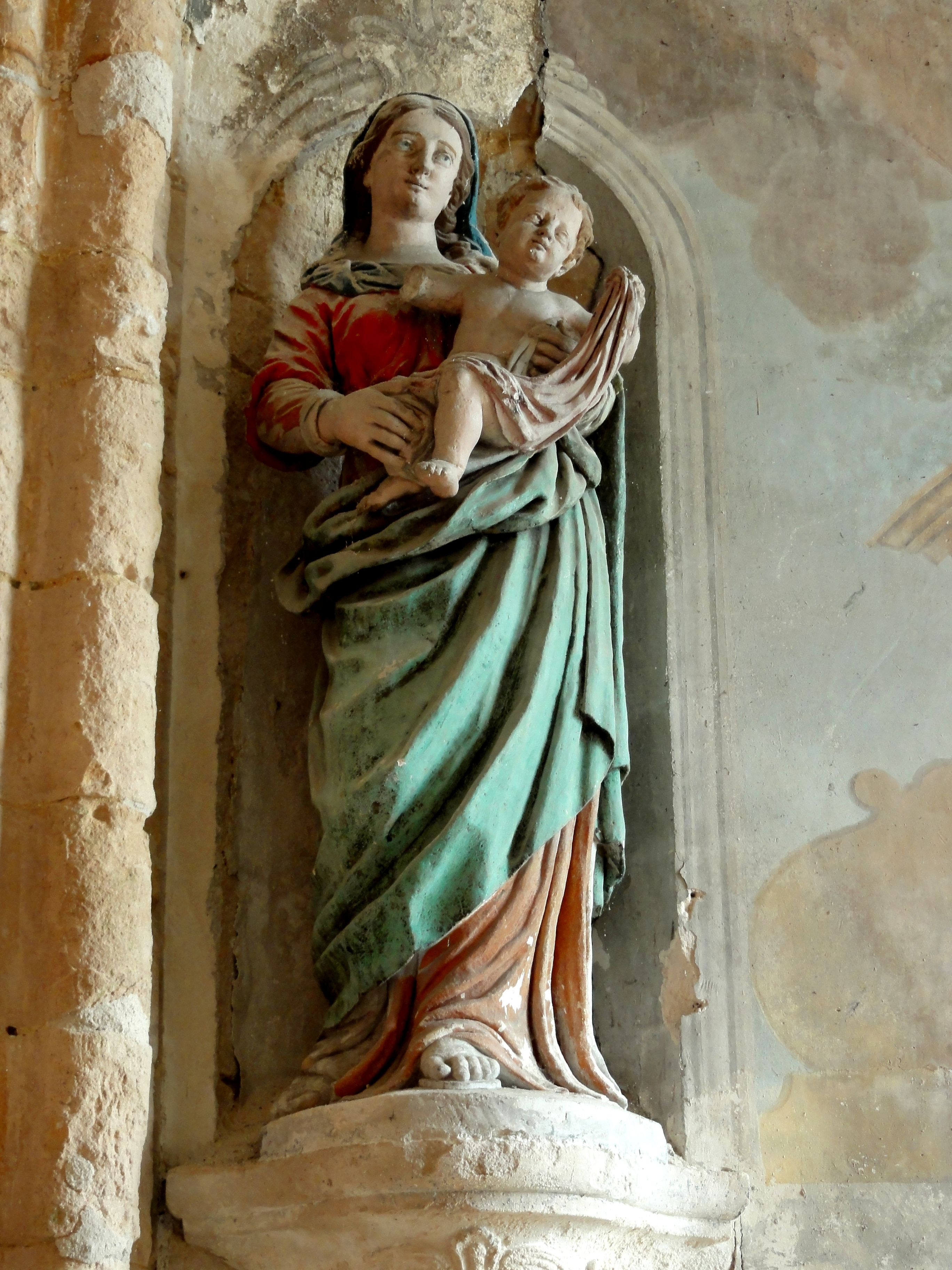
Skulptur Madonna und Kind (17. Jahrhundert) in der Kirche Notre-Dame-de-l’Assomption

- Monuments historiques (Objekte) in Haravilliers in der Base Palissy des französischen Kultusministeriums